# ارنست درویشیان
اِرنِست دَرویشیان (به زبان ارمنی Էռնեստ Դերվիշյան - به زبان لاتین Ernest H. Dervishian)، (متولد ۱۰ اوت ۱۹۱۶ میلادی ریچموند، ویرجینیا-وفات ۲۰ مه ۱۹۸۴)، سرهنگ بازنشسته ارتش آمریکا در دوران جنگ جهانی دوم.

## زندگینامه
ارنست درویشیان در دوران جنگ جهانی دوم به ارتش آمریکا پیوست وی به پاس خدمات و رشادت‌های خود در جبهه ایتالیا به نشان عالی-نشان افتخار (آمریکا) نائل گشته است.
در دوان جنگ جهانی دوم در آمریکا حدود دویست هزار ارمنی زندگی می‌کردند که بیش از یک دهم آنان به خدمت اعزام شده و پانصد نفر از آنان در جنگ قربانی گشته‌اند.
درویشیان جزء یگان مشترک آمریکایی- آنگلیسی بوده است که در ژوئیه سال ۱۹۴۳ میلادی در سواحل ایتالیا پیاده گشته و به سمت سیسیل پیشروی کرده‌اند. نیروهای متفقین در بهار سال بعد توانستند وارد رم شوند. در یکی از درگیری‌های سنگین یگان «درویشیان» تحت محاصره نیروهای فاشیسم ایتالیا قرار گرفته ولی با موفقیت توانست حلقه محاصره دشمن را شکسته و حتی گروهی از نظامیان ایتالیایی را اسیر کند.
ارنست درویشیان بعد از پایان جنگ در پایگاه‌های ارتش آمریکا در اروپا و اقیانوس اطلس خدمت کرده، نایب فرمانده لژیون ملی آمریکا و مشاور نظامی دولت بوده و سپس با درجه سرهنگی بازنشسته شده است.